# Наветренный пролив
Наветренный пролив (фр. Passage du Vent, исп. Paso de los Vientos) — пролив между островами Куба и Гаити. Ширина 77 км, максимальная глубина 1700 м. Соединяет Атлантический океан с Карибским морем и является прямым путём между Панамский каналом и восточной морской границей США. В юго-западной части переходит в пролив Ямайка.
С восточного края провинции Гуантанамо на Кубе можно разглядеть огни в Северо-западном департаменте на Гаити и наоборот.